# Virginia Slims of Washington 1989
Il Virginia Slims of Washington 1989 è stato un torneo di tennis giocato sul sintetico indoor. È stata la 18ª edizione del torneo, che fa parte della categoria Tier II nell'ambito del WTA Tour 1989. Si è giocato al Patriot Center di Fairfax negli USA dal 13 al 19 febbraio 1989.

## Campionesse

### Singolare
Steffi Graf ha battuto in finale  Zina Garrison con il punteggio di 6–1, 7–5

### Doppio
Betsy Nagelsen /  Pam Shriver hanno battuto in finale  Larisa Neiland /  Nataša Zvereva con il punteggio di 6–2, 6–3